# ابن ناعمة
ابن ناعمة الحمصي (القرن 3 هجري) هو من أولئك النصارى الذين استعان بهم خلفاء آل عباس لنقل النصوص اليونانية إلى السريانية ومنها إلى العربية.
هو عبد المسيح بن عبد الله الحمصي الناعمي. ترجم سنة 220 هـ كتاب «أثولوجيا» المنحول على أَرِسْطَاطَالِيس للخليفة المعتصم. كما ترجم قسما من كتاب السماع الطبيعي، وهو صحيح النسبة إلى أَرِسْطَاطَالِيس.